# 富麗灰蝶屬
富麗灰蝶屬（Leopard Silverline，學名：Apharitis）是灰蝶科噩灰蝶亞科中的一個屬。此物種分佈於北非、中東和印度一帶，會與家蟻亞科舉尾家蟻屬（Crematogaster）螞蟻共生。
一些學者如Heath（2002）、Williams把富麗灰蝶屬和銀線灰蝶屬都歸入席灰蝶屬，然而Larsen（2005）認為牠們親緣關係密切但在生態學和的生物地理學層面上則各有不同，因此分開3個屬。

## 物種

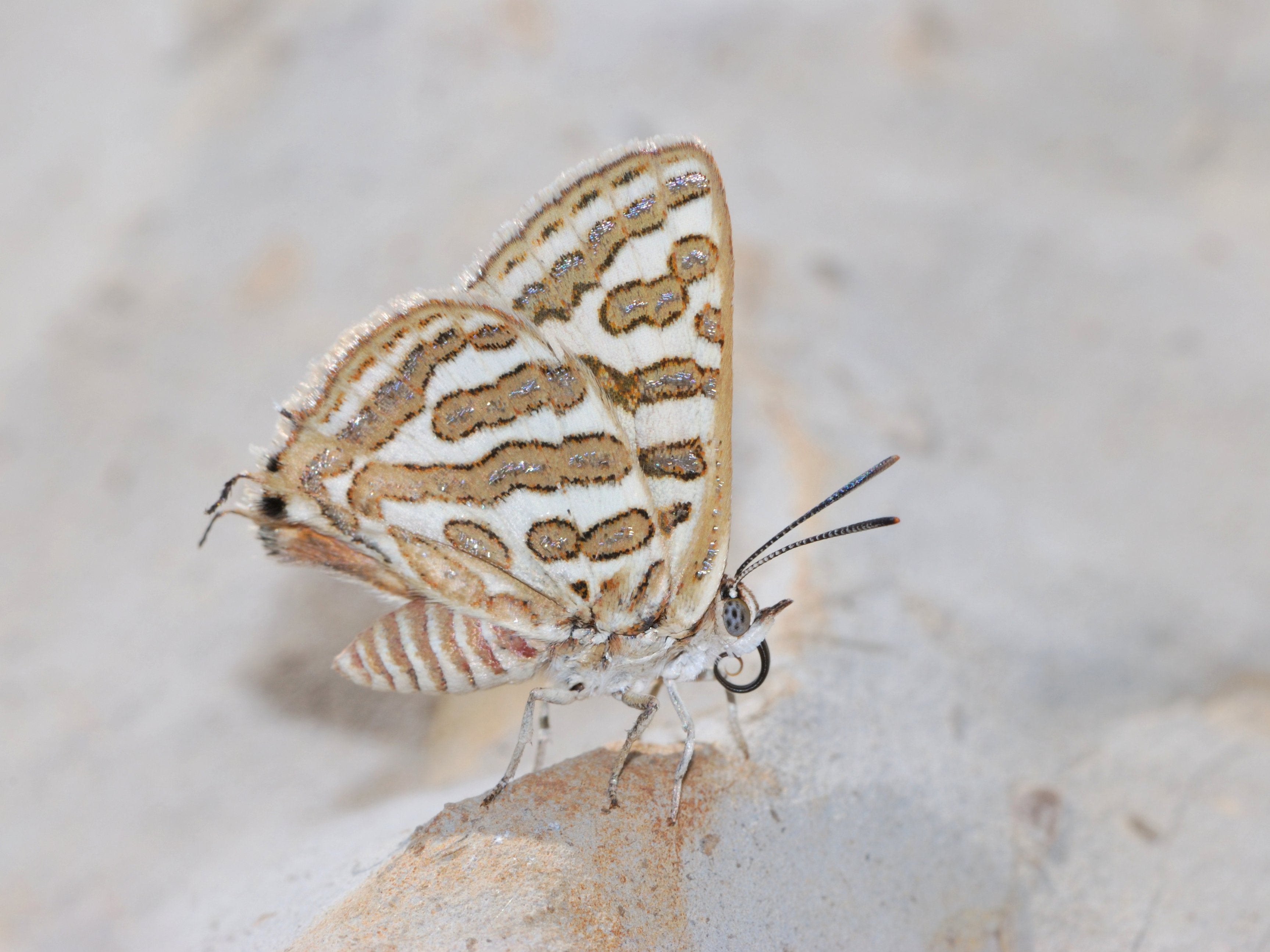
富麗灰蝶 Apharitis acamas
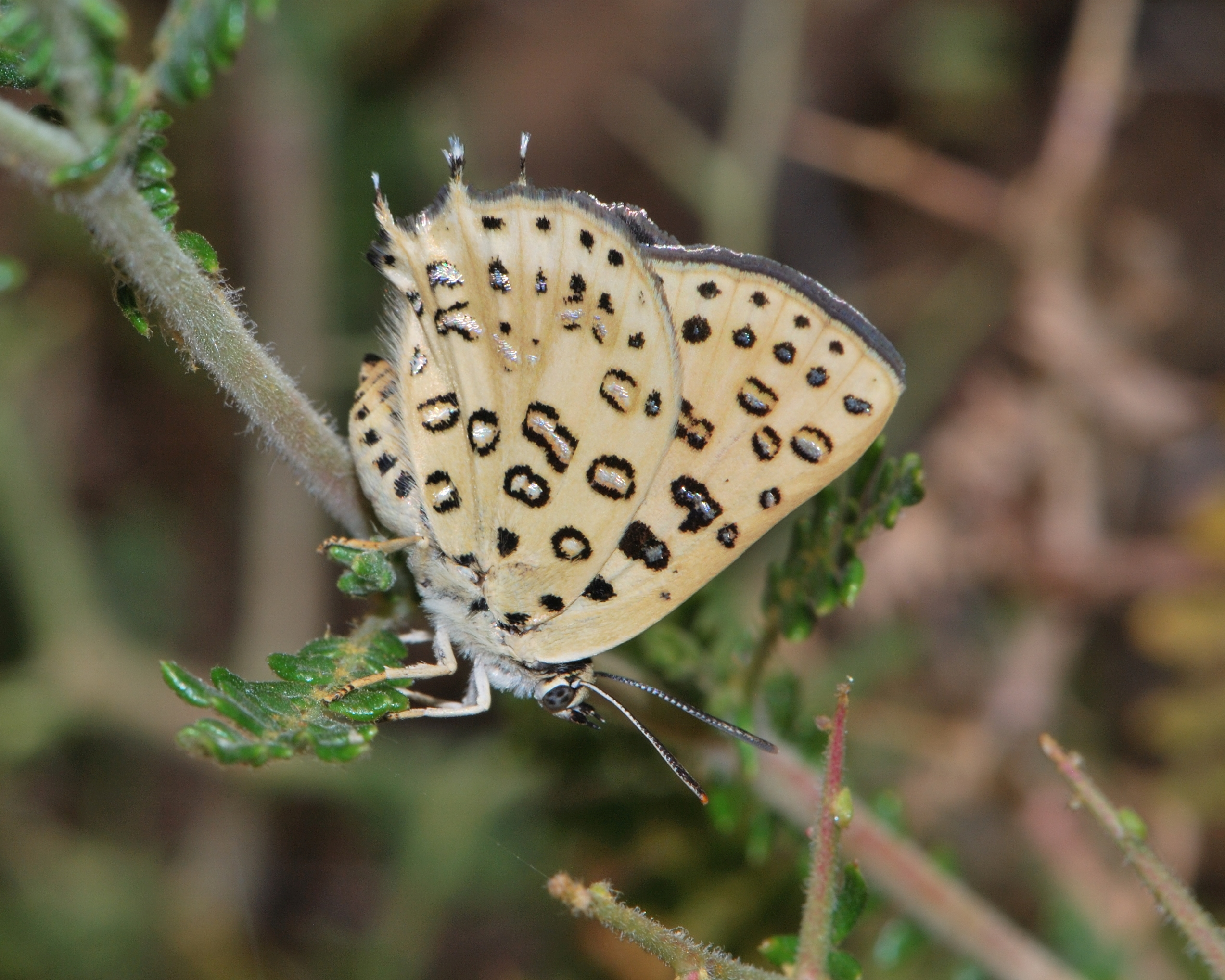
Apharitis buchanani
- 絲麗莎富麗灰蝶 Apharitis cilissa
- 指名富麗灰蝶 Apharitis epargyros
- Apharitis gilletti
- 大富麗灰蝶 Apharitis maxima
- 蟻富麗灰蝶 Apharitis mymecophila
- 尼魯富麗灰蝶 Apharitis nilus

## 圖集
- 富麗灰蝶
Apharitis acamas
- 絲麗莎富麗灰蝶
Apharitis cilissa